# Markt (Osnabrück)
Der Markt befindet sich in der Osnabrücker Altstadt im Stadtteil Innenstadt. Umgangssprachlich wird er auch als Marktplatz bezeichnet. Er wird gemeinhin auch als gute Stube der Stadt bezeichnet. Gesäumt durch historische Gebäude, hat er trotz starker Zerstörung im Zweiten Weltkrieg weitestgehend seinen Charakter behalten.

## Lage
Der Markt befindet sich in der zentralen Osnabrücker Altstadt zwischen dem Heger-Tor-Viertel im Westen und den Anlagen des Doms im Osten.

## Bebauung
Der Markt weist, bis auf wenige Ausnahmen, noch seine ursprüngliche Bebauung auf. So befinden sich die historischen Gebäude wie das Osnabrücker Rathaus von 1512 sowie die Marienkirche aus dem 15. Jahrhundert am Platz. Zwischen diesen Gebäuden befindet sich die Stadtwaage von 1532, heute dient das Gebäude als Standesamt der Stadt Osnabrück. In Richtung des Doms befindet sich der Marktbrunnen aus dem 13. Jahrhundert.
An der Südseite befinden sich die bunten Giebelhäuser sowie das Erich Maria Remarque-Friedenszentrum und das neuere Gebäude der Stadtbibliothek mit Luftgeschoss. Bis 1836 stand an der Stelle der Stadtbibliothek das Alte Rathaus.
Rund um den Markt hat sich ein Schwerpunkt der Osnabrücker Gastronomie mit Restaurants und Gaststätten gebildet.

## Geschichte

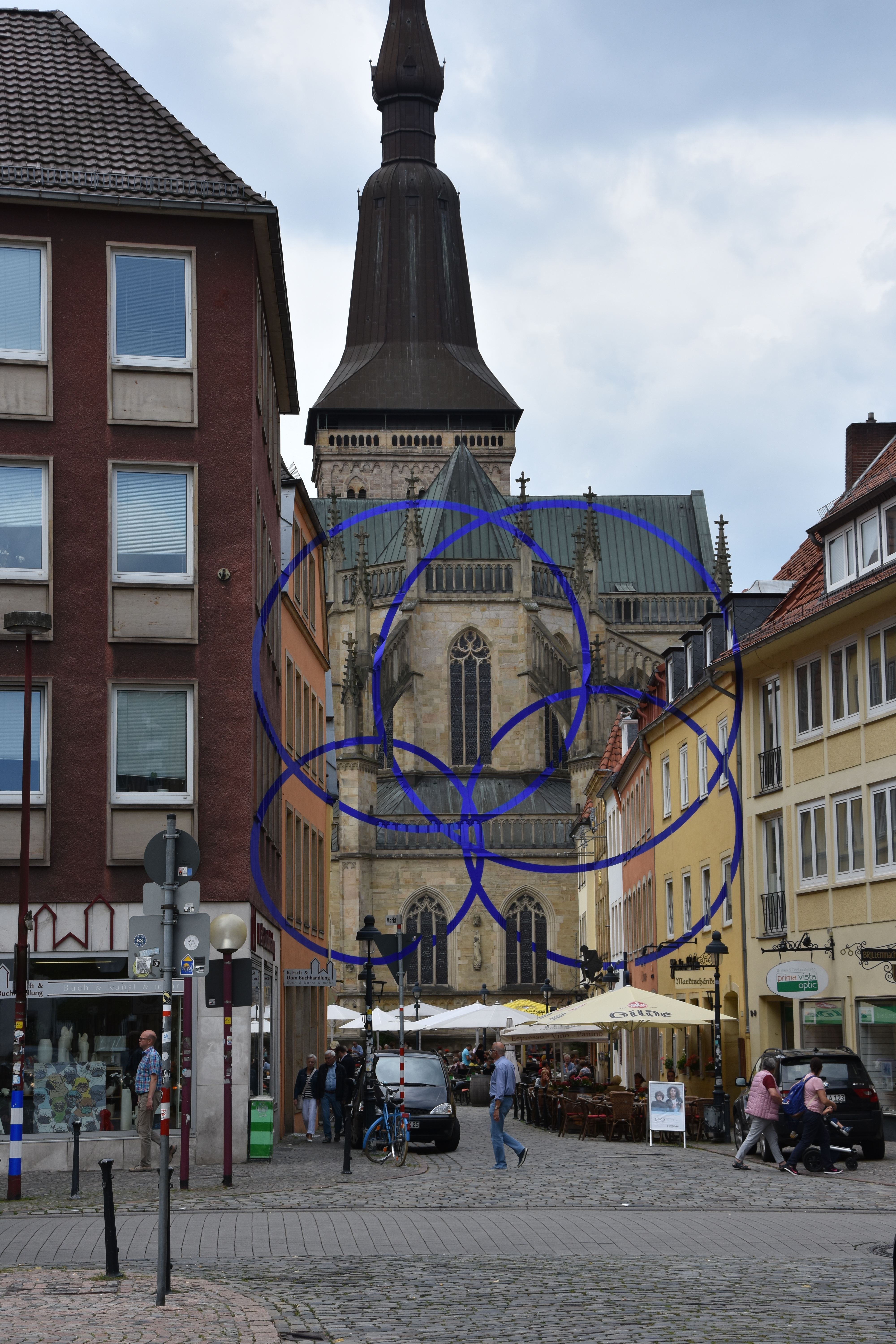
Vier blaue Kreise von Felice Varini

Der Markt gilt neben der Domburg als eine der Gründungszellen der Stadt. Schon im 9. Jahrhundert bildete sich hier westlich des Domes eine Marktsiedlung, was archäologische Grabungen ergeben hatten.
Von 1961 bis 1977 fanden jährlich die Osnabrücker Rathausspiele statt. Die Premiere im Jahr 1961 bildete eine Aufführung von Das Salzburger große Welttheater. Weitere Stücke des Freilufttheaters waren unter anderem Goethes Götz von Berlichingen oder Kleists Prinz von Homburg. Als Bühne und Kulisse wurde das Bauensemble des Rathauses, der Stadtwaage und der Marienkirche genutzt.
Am 6. Juni 1998 versammelten sich 6000 Menschen auf dem Markt um den 14. Dalai Lama Tenzin Gyatso zu erleben. Er war im Rahmen der   Konferenz Für Frieden und Menschenrechte nach Osnabrück gereist.
2017 wurde an der Marienkirche sowie den benachbarten Gebäuden die Kunstinstallation „Vier blaue Kreise“ von Felice Varini platziert. Von einem Standpunkt am Dom verbanden sich verschiedene Linien zu vier Kreisen. Dieses Kunstwerk sollte auf eine Ausstellung in der Kunsthalle aufmerksam machen.

## Verkehr
Der Platz ist bis auf Ausnahmen nur für Fußgänger und Fahrradfahrer freigegeben.

## Veranstaltungen
Auf dem Markt wird trotz des Namens kein regulärer Wochenmarkt abgehalten, dieser findet am Samstag auf dem benachbarten Platz der „Großen Domfreiheit“ statt.
In der Vergangenheit fand hier bis 2008 jährlich die Freedom-of-the-City-Parade der Garnison Osnabrück statt.
Schon mehrmals wurden die Aufstiegsfeierlichkeiten des Fußballvereins VfL Osnabrück auf dem Markt abgehalten.
Diese fanden in den Aufstiegsjahren 2000, 2003, 2007, 2010 und zuletzt am 19. Mai 2019 statt.
Im Laufe eines Jahres werden auf dem Markt hingegen zahlreiche andere Veranstaltungen abgehalten:
- Maiwoche
- Osnabrücker Weihnachtsmarkt
- Osnabrück isst gut
- Earth Hour
- Pulse of Europe

## Galerie

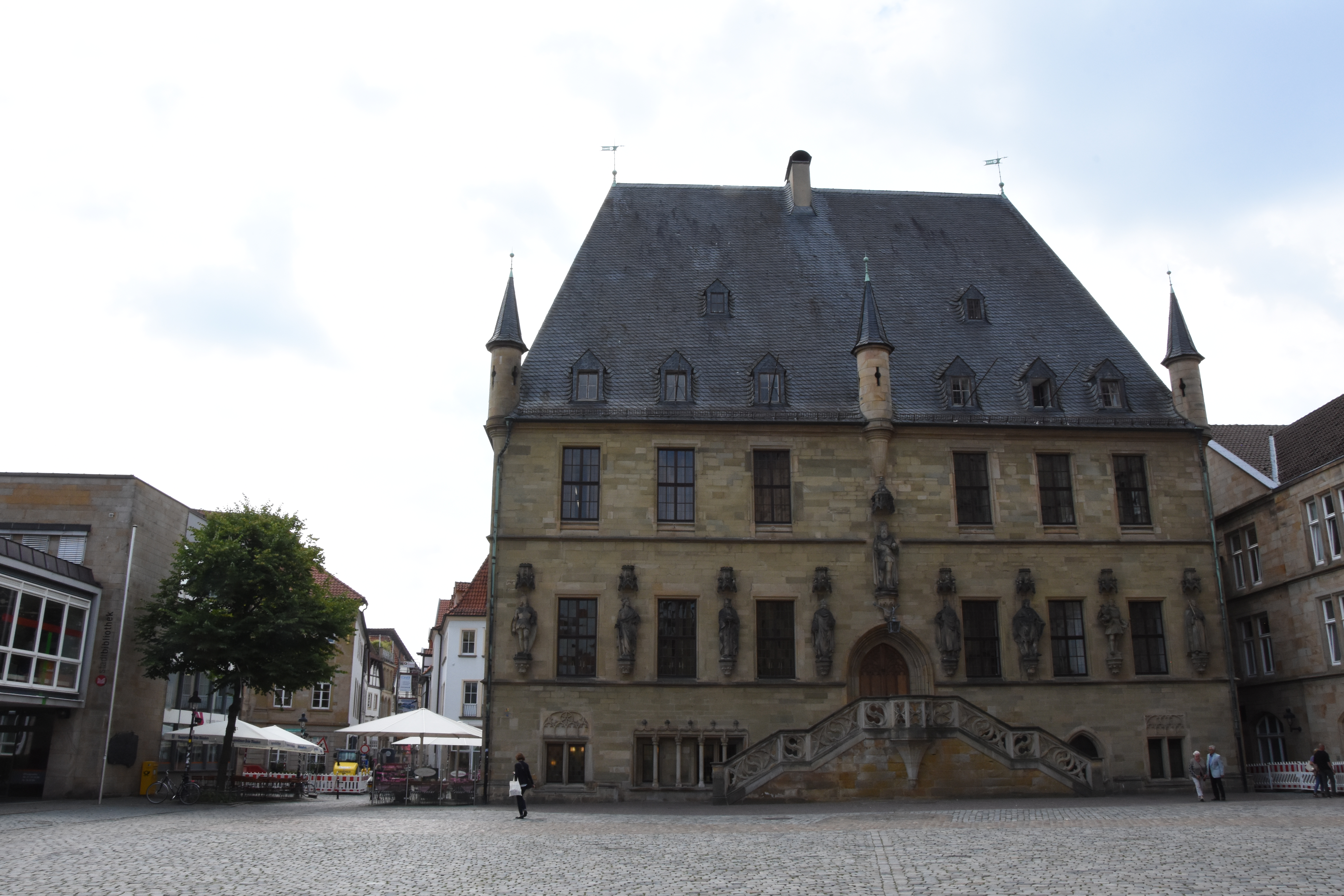
Rathaus der Stadt Osnabrück
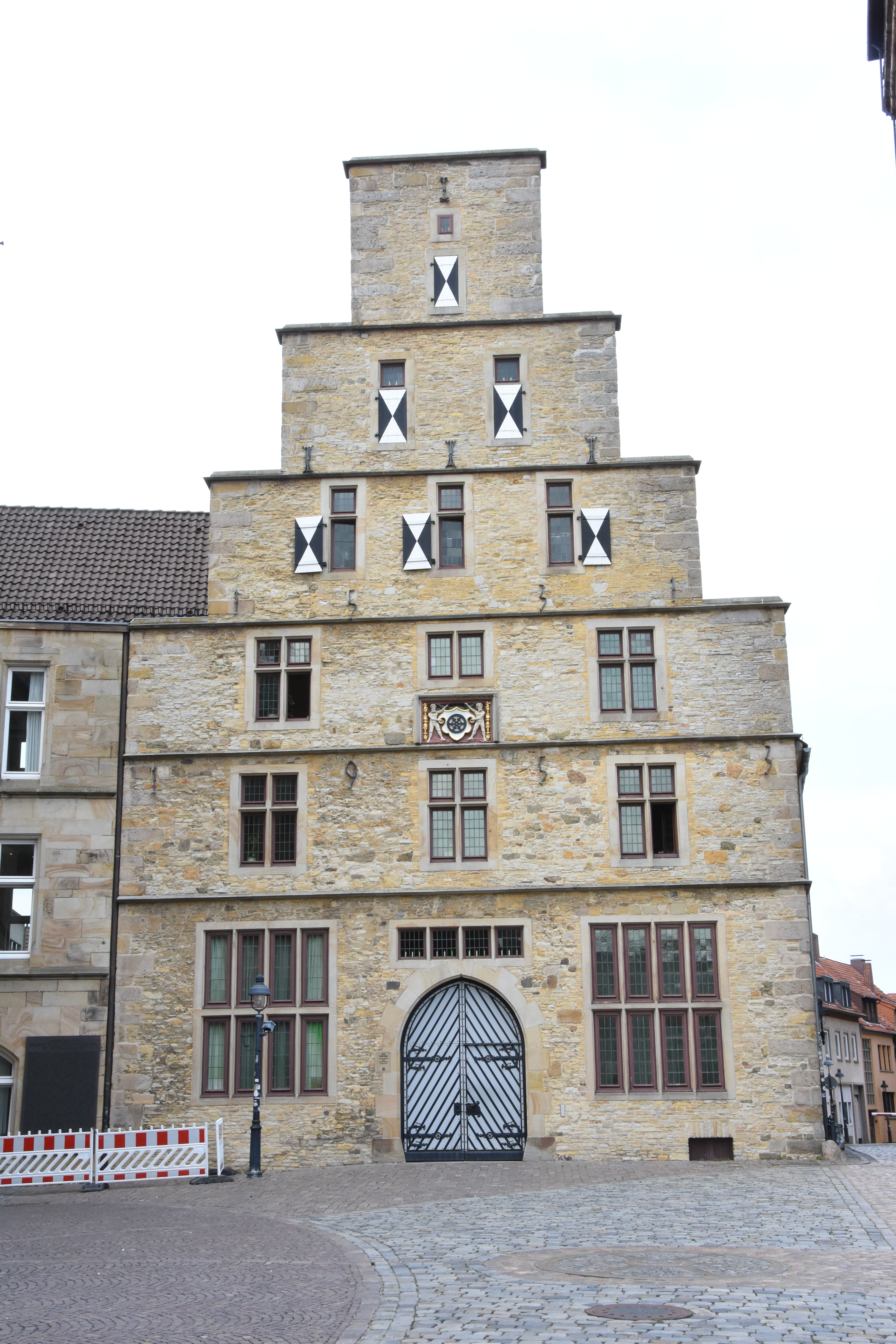
Stadtwaage von 1532
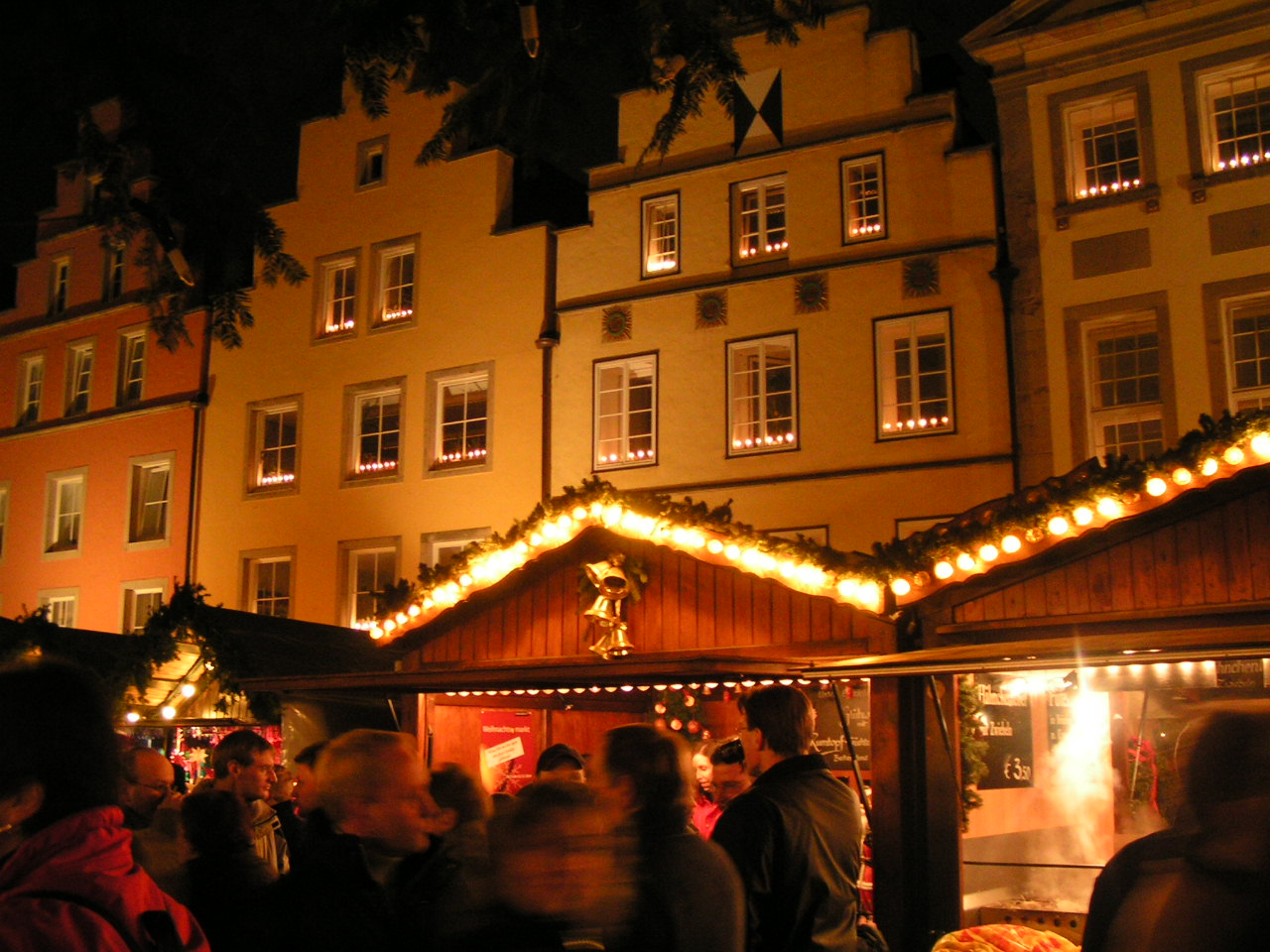
Weihnachtsmarkt auf dem Marktplatz